# Veranophora medleri
Veranophora medleri är en tvåvingeart som först beskrevs av Ronald Henry Lambert Disney 1981.  Veranophora medleri ingår i släktet Veranophora och familjen puckelflugor. Inga underarter finns listade i Catalogue of Life.